# Карпі
Карпі (італ. Carpi) — місто та муніципалітет в Італії, у регіоні Емілія-Романья, провінція Модена.
Карпі розташоване на відстані близько 350 км на північ від Рима, 50 км на північний захід від Болоньї, 16 км на північ від Модени.
Населення — 70 419 осіб (2014).
Щорічний фестиваль відбувається 20 травня. Покровитель —  Святий Бернардин зі Сієни ( іт. San Bernardino da Siena ).
Місто відоме своїм футбольним клубом — «Карпі 1909».
Історія
Концентраційний табір Фоссолі ( іт. Campo di Fossoli )
Протягом Другої світової війни з 1942 року у місцевості Фоссолі діяв концентраційний табір, звідки в'язнів відправляли в табори смерті в Німеччині. Зараз тут знаходиться музей та меморіал.

## Демографія
Населення за роками:

Станом на 1 січня 2023 року в муніципалітеті офіційно проживав 10 351 іноземець з 101 країни, серед них 1746 громадян країн Євросоюзу та 533 громадяни України.
Архітектура.
Місто відоме своєю Піацца деі Мартірі ( іт.Piazza dei Martiri , площа мучеників) , однією з найбільших італійських площ.
Площа зберігає свою структуру з епохи Відродження .

## Уродженці
- Алессандро Дзанолі (*2000) — італійський футболіст, захисник.

- Карло Рустікеллі (1916—2004) — італійський композитор
- Майно Нері (*1924 — †1995) — відомий у минулому італійський футболіст, півзахисник, згодом — футбольний тренер
- Амлето Фріньяні (*1932 — †1997) — відомий у минулому італійський футболіст, фланговий півзахисник.

## Сусідні муніципалітети
- Кампогалліано
- Кавеццо
- Корреджо
- Фаббрико
- Модена
- Нові-ді-Модена
- Ріо-Салічето
- Роло
- Сан-Просперо
- Сольєра